# Reserva ornitológica de Mindelo

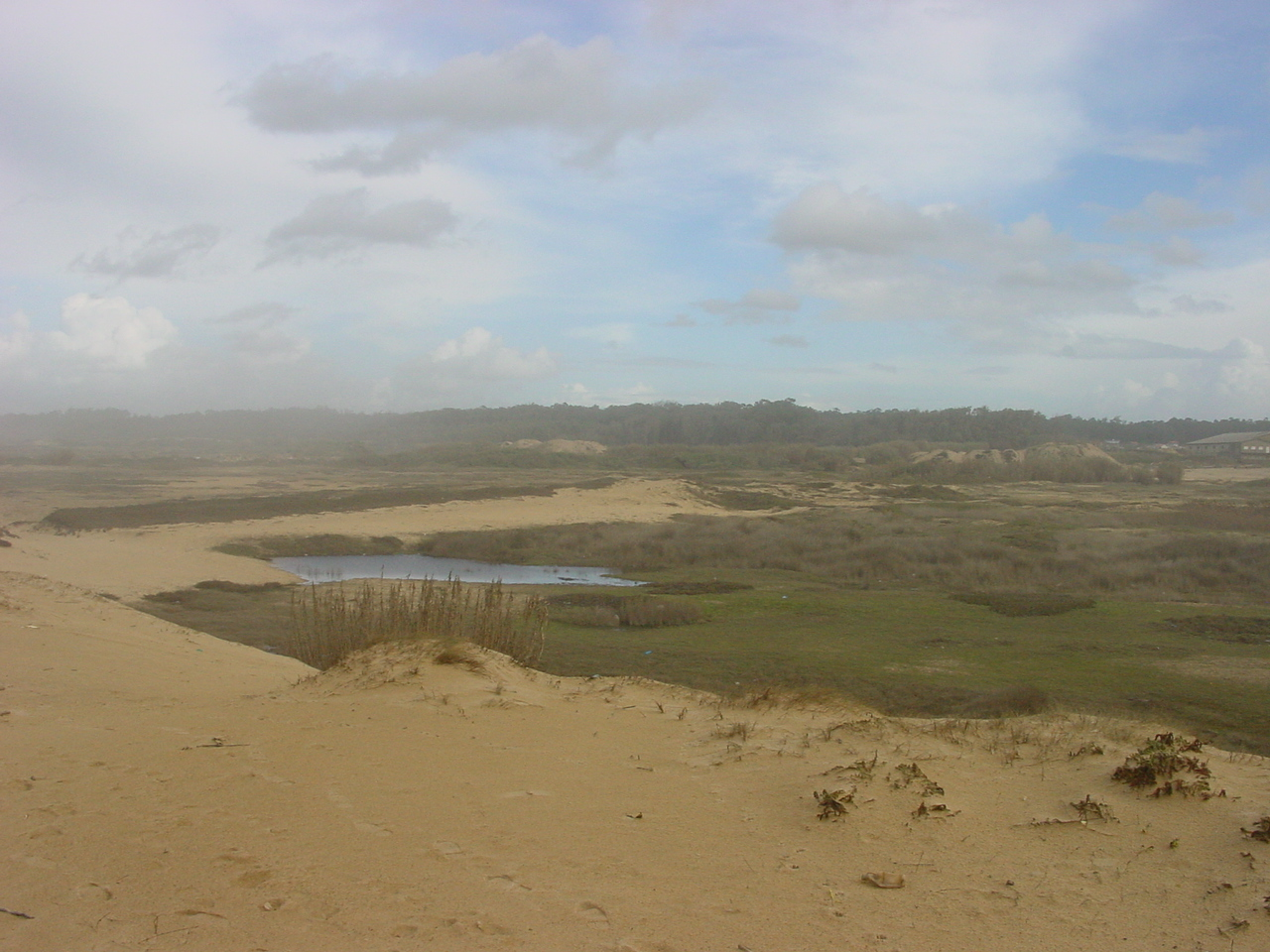
Área dunar.

La Reserva Ornitológica de Mindelo (ROM), situada entre Mindelo y el Río Ave, en el municipio de Vila del Conde fue, en 1957, la primera área protegida creada en Portugal, presentando así un gran valor histórico y simbólico. Santos Júnior, profesor catedrático de la Universidad del Puerto y pionero del anillado científico de aves en Portugal, obtuvo el apoyo de los propietarios y, a su pedido, fue fundada la Reserva al abrigo del régimen forestal. A 13 de octubre de 2009 la Reserva Ornitológica de Mindelo pasó a formar parte del Paisaje Protegido Regional del Litoral de Vila del Conde y Reserva Ornitológica de Mindelo.
Los años que siguieron a su creación, la ROM sirvió de base a numerosos estudios científicos. En la central de anillado creada entonces, participaron los “roleiros de Mindelo”, naturales de esta freguesia y practicantes de la captura de tórtolas con artes tradicionales únicas en el mundo. Aún hoy la ROM continúa siendo visitada por muchos naturalistas profesionales y aficionados, siendo lugar de numerosas aulas de campo de estudiantes de la Universidad de Porto y motivo de realización de proyectos de investigación.
Como refiere el Plan de Ordenamiento de la Orilla Costeira, es la diversidad de biótopos, en conjunto con su localización, lo que lleva a gran parte de las aves migradoras, sobre todo paseriformes, a buscar esta área durante su pasaje. En la Reserva fueron observadas más de 150 especies de aves, entre tórtolas, garzas, águilas, pollas de agua, patos, cucos, corujas, ruiseñores y tordos, etc.
De destacar el importante refugio para los anfibios, con la presencia de 14 de las 17 especies de anfibios de Portugal, donde se destacan las presencias del tritón palmado, y de las poblaciones costeras conocidas más a norte de sapo de verrugas verdes, sapo de uña negra y salamandra.
En la ROM pueden aún ser encontradas diferentes especies de mamíferos, entre los cuales estacan conejos, raposos, varios roedores y murciélagos. Y aún reptiles como el lagarto de agua.
Muchas de estas especies y hábitats están amenazadas y se encuentran, por eso, protegidas por convenciones internacionales y directivas europeas.

## Amenazas
Con el surgimiento de la presión urbanística sobre el Litoral, a partir de la década de los setenta surgieron urbanizaciones, accesos viarios e infraestructuras portuarias. El régimen forestal, al no condicionar la ocupación del suelo, se mostró ineficaz para detener esta tendencia.
De 1958 a 2000 los terrenos urbanos e industriales aumentaron el 600%, pasando del 4% a 26% del área total, con un crecimiento medio de 89 m² por día. Anteriormente, estos terrenos tenían mayoritariamente ocupación forestal. Las zonas húmedas se redujeron en un 70%.
Las arenas de las principales dunas fueron extraídas y se depositaron basuras. Las líneas de agua fueron contaminadas por los nuevos establecimientos industriales y las recientes construcciones. Proliferó la captura ilegal de aves.
La Universidad de Porto y los servicios forestales acabaron por dejar de cumplir su función. Legalmente el área de la ROM aún se encontraba sometida al régimen forestal, pues no hubo un decreto que la excluyera de ese régimen, pero en la práctica este ya no se cumplía.
En este contexto, parte de los propietarios de los terrenos insertados en la ROM, pretendieron ver esos terrenos valorados económicamente, solicitando autorización para urbanizar y construir. La gran mayoría de los terrenos son privados.
Sólo en el periodo 2002/2004, la Policía Marítima registró cerca de 70 infracciones relativas a la circulación de vehículos motorizados en las dunas, captura de aves, descargas de basuras y extracción de arenas, representando una pequeña parte de los actos ilegales cometidos.

## Conservación y Potencialidades
A pesar del mal estado actual, los estudios realizados demuestran que muchas de las potencialidades naturales de la Reserva se mantienen.
En el POOC, aprobado en 1999, la Reserva es referida como “casi la única área con importancia de conservación de nivel regional entre el litoral de Esposende y la Barrinha de Esmoriz”, “un importante refugio a conservar a todo el coste.”
El Movimiento PROMindelo (Por la Reserva Ornitológica de Mindelo), coordinado por la Asociación de los Amigos de Mindelo para la Defensa del Ambiente, defiende la protección de las dunas, la construcción de carriles para circulación a pie y en bicicleta, la construcción de un centro de educación ambiental y la promoción del turismo de la naturaleza y turismo rural. La agricultura se deberá mantener y estar apoyada en su sustentabilidad.
La preservación de este espacio podrá pasar por la creación de una Área de Paisaje Protegido, integrando así este espacio en la Red Nacional de Áreas Protegidas, lo que permite mayor facilidad en la obtención de financiación. La Cámara Municipal de Vila del Conde y la junta de freguesia de Mindelo son las entidades con  responsabilidad legal para solicitar el pedido de clasificación al ICN (Instituto de Conservación de la Naturaleza). De referir que, la Cámara y la Junta defienden públicamente la necesidad de este estatuto.
En 2003 fueron discutidos en la Asamblea de la República dos proyectos-ley para crear esta Área, pero acabó por ser aprobado sólo una recomendación al Gobierno en el sentido de proceder a su creación.